# NGC 3717
NGC 3717 је спирална галаксија у сазвежђу Хидра која се налази на NGC листи објеката дубоког неба.
Деклинација објекта је - 30° 18' 30" а ректасцензија 11h 31m 32,0s. Привидна величина (магнитуда) објекта NGC 3717 износи 11,4 а фотографска магнитуда 12,2. Налази се на удаљености од 18,933 милиона парсека од Сунца. NGC 3717 је још познат и под ознакама ESO 439-15, MCG -5-27-15, UGCA 238, AM 1129-300, IRAS 11290-3001, PGC 35539.